# 1103 Sequoia
Sequoia (asteroide 1103) é um asteroide da cintura principal, a 1,7508562 UA. Possui uma excentricidade de 0,0945519 e um período orbital de 982,13 dias (2,69 anos).
Sequoia tem uma velocidade orbital média de 21,41900419 km/s e uma inclinação de 17,90033º.
Este asteroide foi descoberto em 9 de novembro de 1928 por Walter Baade.